# Oxysepala
 Oxysepala là một chi phong lan bao gồm 25 loài trong đó 8 loài là đặc hữu của Úc. Các loài khác được tìm thấy ở Đông Nam Á, Malaysia, Philippines, Indonesia và New Guinea.

## Các loài
- Oxysepala gadgarrensis
- Oxysepala grandimesensis
- Oxysepala laminingtonensis
- Oxysepala lewisensis
- Oxysepala schilleriana ssp. schilleriana
- Oxysepala schilleriana ssp. marittima
- Oxysepala shepherdii
- Oxysepala wadsworthii
- Oxysepala windsorensis